# Johannes Hoffmann (CVP)
Johannes (Viktor) Hoffmann (Landsweiler-Reden in de Landkreis Ottweiler, 23 december 1890 - Völklingen, 21 september 1967), was een Duits politicus van de CVP. Van 1947 tot 1955 was hij minister-president van Saarland.

## Biografie
Johannes Hoffmann werd in december 1890 in Landsweiler-Reden nabij Saarbrücken geboren. Zijn ouders waren van eenvoudige afkomst. Hij studeerde na zijn middelbareschooldiploma te hebben behaald theologie in Trier met als doel priester te worden. Uiteindelijk brak hij echter zijn studie theologie af en ging journalistiek studeren aan de Universiteit van Freiburg. Tijdens de Eerste Wereldoorlog meldde hij zich als vrijwilliger bij het leger en diende onder meer in Turkije, waar hij wegens zijn verdiensten de IJzeren Halve Maan verwierf.

### Verzet tegen het Naziregime
Johannes Hoffmann werkte na de oorlog voor de partijkrant van de rooms-katholieke Zentrumspartei in Berlijn. Op 1 oktober 1929 werd hij hoofdredacteur van de Saarbrücker Landeszeitung. In 1934 werd hij wegens zijn antinazistische artikelen van zijn post van hoofdredacteur ontheven. Nadien richtte hij de kritische krant Neue Saarpost op. In zijn nieuwe krant verzette hij zich niet alleen tegen het nazibewind in Duitsland maar ook tegen de vereniging van het Saargebied met Duitsland. Na de vereniging van het Saargebied met Duitsland in 1935 vertrok Hoffmann naar Frankrijk en vestigde zich later in Luxemburg. De Luxemburgse regering weigerde hem zijn journalistieke werkzaamheden voort te laten zetten uit angst voor Duitse represailles. Toch verschenen er in Luxemburg enkele antifascistische artikelen. Voorts werkte hij als boer om in het levensonderhoud van zijn familie te voorzien. In 1936 verloor hij als gevolg van zijn aanhoudende kritiek op Hitler zijn Duitse staatsburgerschap. 
In 1939 kreeg hij een aanstelling bij de Franse radio om een Duitstalig programma te presenteren dat onder andere melding maakte van de misdaden van het naziregime. In het voorjaar van 1940, aan het begin van het Duitse offensief in Frankrijk werd hij door de Fransen geïnterneerd in Audierne (Bretagne). Na de wapenstilstand vestigde hij zich in de onbezette deel van Frankrijk. Vanaf 1941 verbleef hij korte tijd in een klooster in Provence. In hetzelfde jaar wist hij echter met behulp van een valse pas via Spanje naar Portugal te vluchten. Uiteindelijk vertrok hij via Portugal naar Brazilië en vond onderdak in het huis van de Canadese consul te Rio de Janeiro.

### Politieke loopbaan
Johannes Hoffmann keerde in 1945 in Saarland terug en was een van de oprichters van de Christliche Volkspartei des Saarlandes (CVP) en werd gekozen tot voorzitter van deze partij. Daarnaast was hij als uitgever van de Saarländischen Volkszeitung (partijkrant van de CVP) en de Neuen Saarbrücker Zeitung. Als partijleider van de CVP was hij voorstander van een autonoom Saarland, nauw verbonden met Frankrijk en binnen de West-Europese Gemeenschap. Als zodanig was hij tegen integratie van Saarland in Duitsland. 
In 1947 werd Hoffmann gekozen tot voorzitter van de Grondwetgevende Vergadering die tot taak had een grondwet te ontwerpen voor Saarland. De grondwet benadrukte de nauwe (economische) samenwerking met Frankrijk en de zelfstandige en bijzondere status die Saarland innam na de Tweede Wereldoorlog. 

### Minister-president van Saarland
Op 15 december 1947 werd Hoffmann, wiens CVP bij de eerste Landdagverkiezingen de grootste was geworden, de eerste minister-president. Hij bleef dit tot 23 oktober 1955. Zijn grootste wapenfeit als minister-president was de opheffing van de Franse bezettingsstatus in 1950. Hoffmann bleef echter een groot voorstander van een autonoom Saarland dat economisch nou verbonden moest blijven met Frankrijk. Het herenigingsstreven met de Bondsrepubliek Duitsland dat leefde onder veel Saarlanders wees hij van de hand. Zijn binnenlandse politiek was om die reden vrij autoritair. Partijen die hereniging met de Bondsrepubliek nastreefden, werden of verboden (in 1951 de liberale Demokratische Partei Saar) of mochten niet aan de verkiezingen meedoen (in 1952 de Deutsche Sozialdemokratische Partei en de CDU Saar).
Als minister-president voerde Hoffmann een actief sociaal beleid. Hij werd hierin gesteund door de Sozialdemokratische Partei des Saarlandes (SPS), die ook deel uitmaakte van de regeringen van Hoffmann. Later keerde de SPS zich van Hoffmann af omdat de laatste de Franse buitenlandse politiek (bijvoorbeeld in Vietnam) te weinig bekritiseerde. 
Een van de grootste tegenstrevers van Hoffmann en diens politiek was Hubert Ney van de Christlich Demokratische Union - Saar (CDU-Saar). Ney en zijn CDU-Saar streefden naar hereniging van Saarland met de bondsrepubliek Duitsland. Maar aanvankelijk hoefde de CDU-Saar niet op de steun van de Duitse regering te rekenen, omdat bondskanselier Konrad Adenauer geen conflict wilde met de Fransen. 

### Volksstemming

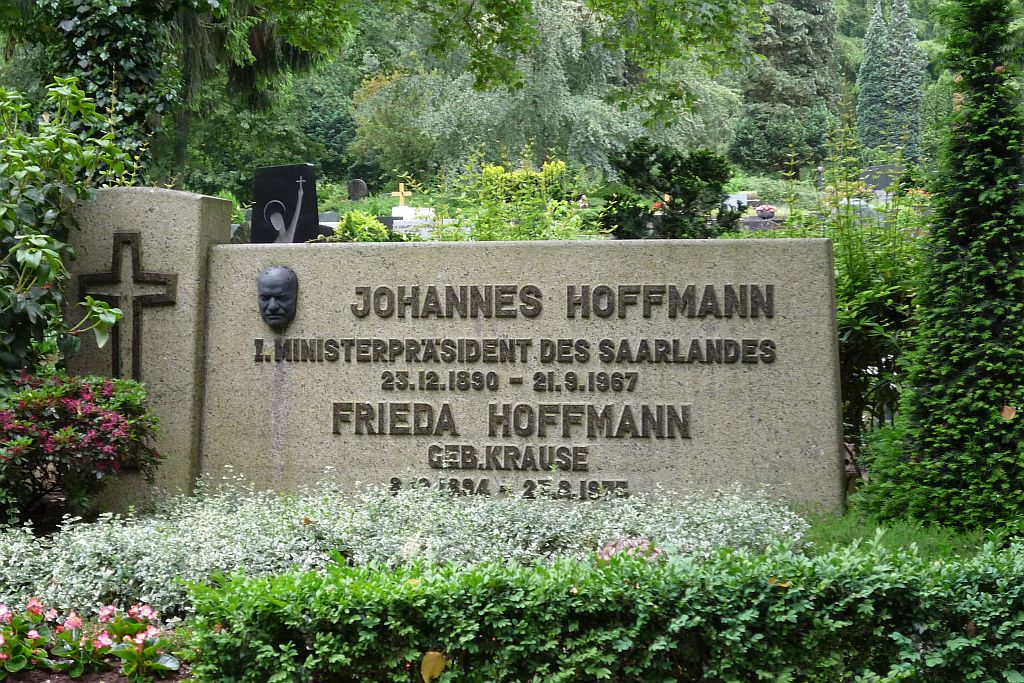
Het graf van Johannes Hoffmann op de Friedhof Neue Welt in Saarlouis

In 1955 vond een referendum plaats waarbij de bevolking zich kon uitspreken over het Franse voorstel om van Saarland een autonome staat binnen de West-Europese Unie te maken. De overgrote meerderheid van de Saarlanders (67,7%) wees dit voorstel van de hand, wat door de tegenstanders van het voorstel werd uitgelegd als een overwinning voor hen die hereniging met Duitsland nastreefden. Kort na het referendum trad het kabinet-Hoffmann IV op 29 oktober 1955 af. Kort hierna werd Hoffmanns grote tegenstander Ney minister-president en op 1 januari vond de Kleine Wiedervereinigung ("Kleine Vereniging") met de Bondsrepubliek plaats.
De meeste CVP-politici sloten zich na de hereniging van Saarland met de bondsrepubliek bij de CDU aan, maar Hoffmann wilde daar niets van weten. Johannes Hoffmann overleed op 21 september 1967 in Völklingen. Hij ligt begraven op het Friedhof Neue Welt in Saarlouis. Hierbij zij opgemerkt dat zijn graf direct naast dat van zijn grote tegenstander en opvolger Hubert Ney ligt.

## Privé
Johannes Hoffmann trouwde in 1919 in Berlijn met Friede Krause. Bij haar had hij zes kinderen. Een van zijn zoons sneuvelde in 1943 in Rusland.

## Kabinetten
- Kabinet-Hoffmann I (20 december 1947 - 14 april 1951)
- Kabinet-Hoffmann II (14 april 1951 - 23 december 1952)
- Kabinet-Hoffmann III (23 december 1952 - 17 juli 1954)
- Kabinet-Hoffmann IV (17 juli 1954 - 29 oktober 1955)